# Forsvatten
Forsvatten är en sjö i Härryda kommun i Västergötland och ingår i Kungsbackaåns huvudavrinningsområde. Sjön är 12,5 meter djup, har en yta på 0,0633 kvadratkilometer och är belägen 102,2 meter över havet. Sjön avvattnas av vattendraget Nordån.

## Delavrinningsområde
Forsvatten ingår i det delavrinningsområde (639526-128742) som SMHI kallar för Utloppet av Östersjön. Medelhöjden är 102 meter över havet och ytan är 12,24 kvadratkilometer. Det finns inga avrinningsområden uppströms utan avrinningsområdet är högsta punkten. Nordån som avvattnar avrinningsområdet har biflödesordning 2, vilket innebär att vattnet flödar genom totalt 2 vattendrag innan det når havet efter 30 kilometer. Avrinningsområdet består mestadels av skog (79 procent). Avrinningsområdet har 1,71 kvadratkilometer vattenytor vilket ger det en sjöprocent på 14 procent.